# Macrocnemum pilosinervium
Espèce
Classification phylogénétique
Statut de conservation UICN

 VU  : Vulnérable
Macrocnemum pilosinervium est une espèce de plantes du genre Macrocnemum et de la famille des Rubiaceae.